# Нережу (Вранча)
Нережу (рум. Nereju) насеље је у Румунији у округу Вранча у општини Нережу. Oпштина се налази на надморској висини од 603 m.

## Становништво
Према подацима из 2002. године у насељу је живело 4228 становника, од којих су сви румунске националности.

### Хронологија
| Година       | 1992 | 1993 | 1994 | 1995 | 1996 | 1997 | 1998 | 1999 | 2000 | 2001 | 2002 | 2003 | 2004 | 2005 | 2006 | 2007 | 2008 | 2009 | 2010 | 2011 | 2012 | 2013 | 2014 | 2015 | 2016 | 2017 |
| ------------ | ---- | ---- | ---- | ---- | ---- | ---- | ---- | ---- | ---- | ---- | ---- | ---- | ---- | ---- | ---- | ---- | ---- | ---- | ---- | ---- | ---- | ---- | ---- | ---- | ---- | ---- |
| Становништво | 4417 | 4440 | 4465 | 4491 | 4516 | 4542 | 4548 | 4549 | 4555 | 4535 | 4552 | 4571 | 4588 | 4609 | 4612 | 4640 | 4642 | 4654 | 4636 | 4633 | 4656 | 4637 | 4622 | 4616 | 4612 | 4577 |